# Crocidura russula yebalensis
La Musaraña gris de Cabrera (Crocidura russula yebalensis) es una subespecie de la musaraña gris (Crocidura russula) que habita en Marruecos y oeste de Argelia y en las ciudades autonomás de Ceuta y Melilla, España,  entre los 450 y 2.000 metros de altitud.

## Morfología
- Esperanza de vida: 2 años de vida.[1]
- Color: El pelaje dorsal es de coloración pardogrisácea. El vientre es ligeramente más grisáceo
- Longitud: 44,0-75,0 mm
- Peso: 4,7-9,0 g